# Angela Thirkell
Angela Margaret Thirkell, de soltera Mackail (Londres, 30 de enero de 1890-Bramley, 29 de enero de 1961) fue una escritora británica.
Procedente de una familia de tradición cultivada, era hija de J.W. Mackail, profesor de lenguas clásicas, y nieta de Edward Burne-Jones, pintor pre-rafaelita.
Thirkell se casó en 1911con James Campbell McInnes, barítono profesional. El matrimonio tuvo dos hijos, en 1912 y 1914, y una hija en 1917. Pero en noviembre de ese año se divorciaron. Marchó a vivir con sus padres y en 1918 murió su hija.
Fue también en 1918 que conoció a George Lancelot Thirkell, con quien casó y en 1920 marchó a Australia. Allí se dedicó al periodismo y colaboró con revistas inglesas. El viaje a Australia, en un transporte de tropas, lo reflejaría en un libro semiautobiográfico, Trooper to the Southern Cross (1934).
En Australia se estableció en Melburne, donde nació su hijo menor en 1921. En 1930 regresó a Inglaterra con su hijo de ocho años. Para obtener ingresos inició su carrera profesional como escritora. Dos años después publicó la novela Ankle Deep. Poco antes había publicado Three Houses, un libro de memorias con el que ganó cierta fama, pero fue la novela la que realmente la dio a conocer.
Muchas de sus obras se desarrollan en el ficticio Barsetshire, creado por Anthony Trollope. Están escritas en forma de alegres crónicas satíricas y desarrollan las historias mundanas de numerosos personajes recurrentes. Escribió una novela al año desde los años treinta hasta su fallecimiento; de hecho su última novela, Three Score and Ten, fue acabada por su amiga Caroline LeJeune. Entre ellas se encuentran Pomfret Towers (1938), Northbridge Rectory (1941), Private Enterprise (1947) y The Duke’s Daughter (1951).
Aparte de las obras situadas en Barsetshire, escribió un libro de historias infantiles, The Grateful Sparrow; una biografía de Harriette Wilson, The Fortune of Harriette, y una novela histórica situada en Londres durante la coronación de la reina Victoria en 1838, Coronation Summer.